# Catocala editha
Catocala editha là một loài bướm đêm trong họ Erebidae.